# Massacro di Štrpci
Il massacro di Štrpci è stato il massacro di 19 civili (18 bosgnacchi e un croato) il 27 febbraio 1993, prelevati da un treno sulla linea Belgrado-Bar alla stazione ferroviaria di Štrpci vicino a Višegrad, in territorio bosniaco. Quindici cittadini serbi sono stati arrestati nel dicembre 2014 e accusati di crimini di guerra per la loro partecipazione al massacro.

## Contesto
La ferrovia Belgrado-Bar attraversa la Bosnia-Erzegovina per 9 km, tra le stazioni di Jablanica e Raca, entrambe in Serbia. C'è una stazione, Štrpci, ma non ci sono strutture per i valichi di frontiera e solo tre treni per direzione fanno scalo ogni giorno alla stazione. I passeggeri rapiti sono stati fatti scendere dal treno, derubati e maltrattati fisicamente. Sono stati poi portati nel villaggio di Višegradska Banja vicino a Višegrad in Bosnia-Erzegovina, dove sono stati torturati e uccisi in una casa bruciata vicino al fiume Drina. I loro resti non sono mai stati trovati.
Responsabili dei rapimenti e dell'uccisione sono stati i membri dell'unità militare dei Vendicatori (Osvetnici), comandata da Milan Lukić, con il supporto logistico della Repubblica di Serbia.

## Processi
Dei circa 30 sospetti, l'unico individuo condannato per il suo ruolo nel crimine è stato Nebojša Ranisavljević di Despotovac, arrestato nell'ottobre 1996. La Corte Suprema di Bijelo Polje lo ha condannato a 15 anni di carcere il 9 settembre 2002. Il verdetto è stato confermato dalla Corte Suprema del Montenegro nell'aprile 2004. Ranisavljević è stato scarcerato nel 2011 dopo aver scontato nove anni della sua condanna. Il comandante della brigata Višegrad dell'esercito della Republika Srpska (VRS), Luka Dragićević, ha ammesso al processo Ranisavljević che l'unità dei Vendicatori faceva parte della VRS. Dopo la guerra Dragićević fu trasferito a una posizione nell'esercito jugoslavo.
Amnesty International ha espresso preoccupazione che Ranisavljević fosse solo un capro espiatorio e che il processo fosse puramente simbolico. È stato affermato che Ranisavljević era stato torturato durante la detenzione per costringerlo a rilasciare dichiarazioni incriminanti.
Alti funzionari dei governi serbo e della Repubblica federale di Jugoslavia (FRY) sono stati allertati del piano di rapimento di cittadini della FRY, ma non è stata intrapresa alcuna azione per prevenire il crimine. Il massacro di Štrpci e il massacro di Sjeverin facevano parte di una campagna di pulizia etnica condotta contro i bosgnacchi nell'area del Sangiaccato in Serbia, organizzata e condotta sotto la copertura della guerra in Bosnia. La polizia e gli ufficiali giudiziari avrebbero ostacolato i procedimenti giudiziari contro Milan Lukić.
Il 19 gennaio 2022, l'ex comandante della VRS Boban Inđić è stato condannato a 15 anni di carcere dal Tribunale della Bosnia Erzegovina.